# Operatie MOBILE

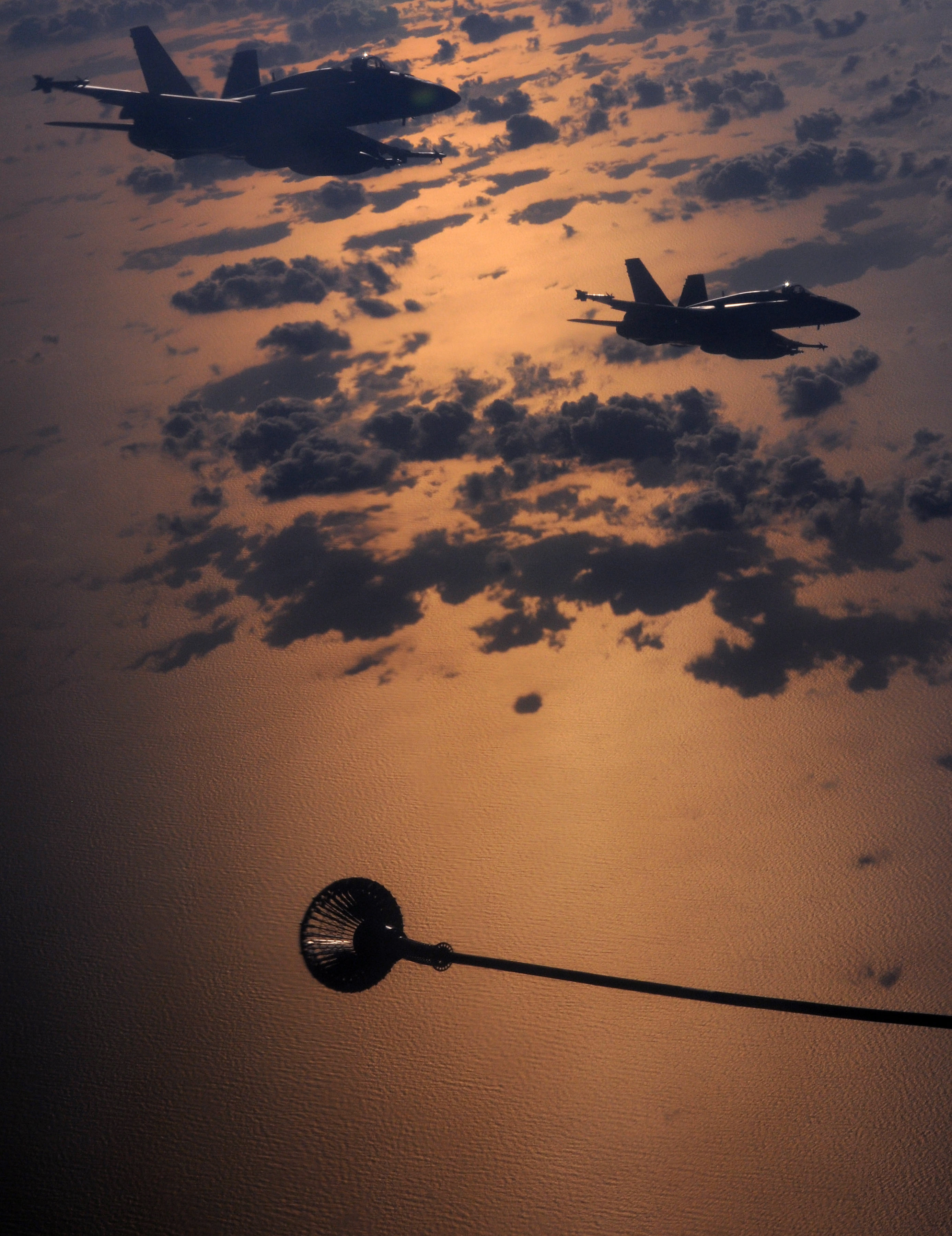
Canadese F-18 wachten op bijtanken in de lucht door een Vickers VC-10 tankvliegtuig van de Royal Air Force.

Operatie MOBILE stond voor de militaire Canadese inbreng in het handhaven van het vliegverbod boven Libië vanaf 19 maart tot 1 november 2011. Canada maakte deel uit van de internationale coalitie, de Coalition of the willing, om dit doel te bereiken.

## Situering
Dit vliegverbod werd door de Veiligheidsraad van de Verenigde Naties in resolutie 1973 vastgelegd om een einde te maken aan de aanvallen op Libische burgers door de strijdkrachten van Moammar al-Qadhafi. Het aandeel van het Verenigd Koninkrijk in de handhaving van het vliegverbod kreeg de naam Operatie Ellamy, de Franse inbreng Operatie Harmattan en de Amerikaanse inbreng in deze heette Operatie Odyssey Dawn.